# Pedro Laín Entralgo
Pedro Laín Entralgo (Urrea de Gaén, 15 de febrero de 1908-Madrid, 5 de junio de 2001) fue un médico, historiador, ensayista y filósofo español de ideología falangista en sus comienzos, que abandonó luego para volverse hacia convicciones democráticas y liberales. Cultivó, fundamentalmente, la historia y la antropología médica. Entre otros reconocimientos, fue galardonado con el Premio Príncipe de Asturias de Comunicación y Humanidades en 1989. Fue hermano del político socialista y traductor  José Laín Entralgo.

## Biografía
Nació en la localidad turolense de Urrea de Gaén el 15 de febrero de 1908. Estudió medicina en la Universidad de Valencia, donde obtuvo, tras un examen, una plaza de colegial-becario en el entonces Colegio del Beato Juan de Ribera de Burjasot, hoy Colegio Mayor San Juan de Ribera. En 1930 se trasladó a Madrid con la intención de especializarse en psiquiatría y en 1931 se marchó a Viena becado por la Junta para la Ampliación de Estudios. A su vuelta trabajó como médico en la Mancomunidad Hidrográfica del Guadalquivir y en el Instituto Psiquiátrico Provincial de Valencia. En 1934 se casó con Milagro Martínez, con la que tuvo dos hijos: Milagro y Pedro.
Tras el estallido de la Guerra Civil trabajó estrechamente junto a otros escritores y poetas falangistas, destacando su colaboración con el clérigo Fermín Yzurdiaga. Llegaría a colaborar con el diario Arriba España de Pamplona, así como con la revista Jerarquía. Ambas publicaciones eran editadas en Pamplona. Cuando a comienzos de 1938 Dionisio Ridruejo fue nombrado director general de Propaganda, Laín Entralgo se hizo cargo en Burgos del departamento de Ediciones. Junto a Dionisio Ridruejo fundó la revista Escorial en 1940. Esta publicación encarnó un espíritu más liberal. Se pretendía recuperar «lo que fuese recuperable» del mundo intelectual anterior a la contienda para procurar reemprender el debate cultural en la España de posguerra. En ella publicaron, entre otros, Dámaso Alonso, Azorín, Baroja, Marañón, Menéndez Pidal o Zubiri. Según José Carlos Mainer, la revista “se convirtió muy pronto en el perdido hogar de una literatura y en el punto de cita en que un público, minoritario pero importante, pudo al fin reconocer la herencia de las grandes revistas culturales de anteguerra”. Dirigió asimismo durante algunos años la Editora Nacional. 
Durante los primeros años del franquismo, llegó a formar parte del Consejo Nacional de FET y de las JONS. En marzo de 1940 efectuó un viaje de índole cultural al Tercer Reich, enfocado a aumentar la colaboración e intercambios culturales entre España y la Alemania nazi, donde acabó haciendo alusión a reclamaciones de España en Gibraltar y el norte de África.
Doctor en Medicina y licenciado en Ciencias Químicas, ocupó la cátedra de Historia de la Medicina de la Universidad de Madrid desde 1942, que ganó en oposición tras la jubilación en 1940 de su anterior titular, Eduardo García del Real. En 1948 funda y dirige la revista Cuadernos Hispanoamericanos. En 1951 crea en el CSIC el Instituto Arnaldo de Vilanova de Historia de la Medicina y de las Ciencias Naturales.
Ejerció de rector de la Universidad Central de Madrid desde 1951, durante el tiempo en que Ruiz-Giménez fue ministro de Educación, dimitiendo de su cargo tras los sucesos de 1956. En ese momento se aparta definitivamente de la vida política.
Fue miembro de la Real Academia Española, en la que ingresó el 30 de mayo de 1954 y de la que fue director entre 1982 y 1987; de la Real Academia Nacional de Medicina, a la que ingresó el 14 de mayo de 1946, y de la Real Academia de la Historia, en la que ingresó el 7 de junio de 1964.  Fue doctor honoris causa por varias universidades europeas y americanas, entre ellas la de San Marcos de Lima, la de Toulouse, la de Zaragoza o la Brown University de Rhode Island; y miembro de la Académie Européenne des Sciences, des Arts et des Lettres.
En 1989 recibió el Premio Príncipe de Asturias de Comunicación y Humanidades y en 1991 recibió el V Premio Internacional Menéndez Pelayo. Fue galardonado también con el premio Montaigne (1976), la Gran Cruz de la Orden de Alfonso X el Sabio y el premio Aznar de periodismo (1980).

## Obra
“Cuatro son, si no me engaña la mirada”, escribe Laín a la altura de 1958, “los temas cardinales de mi producción escrita: la historia del saber médico, la antropología general, la preocupación por España y sus problemas y la crítica intelectual y literaria”. Sus trabajos intelectuales se orientan en efecto, desde el primer momento, hacia problemas históricos, que le sirven generalmente de preámbulo y modo de abordaje de cuestiones teóricas, a las que luego se dedicará de manera sistemática. Se muestra en esto discípulo de Ortega y Gasset, aunque su principal mentor filosófico será Zubiri, con quien Laín tendrá además estrecha amistad. 
Dentro de un ambicioso proyecto de historia de la cultura española reciente, publica una serie de trabajos entre los que se cuentan Menéndez Pelayo (1944), Las generaciones en la historia (1945) y La generación del noventa y ocho (1945). Con ellos pretende establecer puentes promoviendo, desde el lado de los vencedores, una suerte de “síntesis superadora” entre las “dos Españas” desgarradas por la Guerra Civil. En ellos es patente la influencia tanto de Ortega y Gasset como de Eugenio d’Ors.
Sus estudios científicos tendrán una doble vertiente, histórica y sistemática, patente en dos de sus obras más importantes: La historia clínica: Historia y teoría del relato patográfico (1950), “monumental trabajo generalmente considerado como una de las cumbres de la historiografía médica mundial”, y La relación médico-enfermo: Historia y teoría (1964). En ellas adopta una visión de la historiografía más hermenéutica, interpretativa, que positivista. Según José María López Piñero, “abandonó por completo el continuismo de la ‘progresión ascendente’ positivista, sustituyéndolo por un modelo discontinuista del cambio histórico, integrado por ‘modos’ o ‘estilos del saber médico’ condicionados socioculturalmente en ‘situaciones históricas’ concretas”
Pero sus intereses le llevan más allá de la historia, al campo de la elaboración sistemática de una antropología médica y una filosofía del hombre, que explora en tres dimensiones fundamentales: como ser que cree, espera y ama. Y también, por supuesto, como ser que enferma. Entre sus obras de antropología médica más importantes cabe citar La relación médico-enfermo (1964), El estado de enfermedad (1968), El médico y el enfermo (1969) y Antropología médica para clínicos (1984). Por lo que respecta a la antropología general, dedicó particular atención a la esperanza, en obras como La espera y la esperanza: Historia y teoría del esperar humano (1957) o Antropología de la esperanza (1978). Pero se interesó también por la dimensión amorosa en libros como Teoría y realidad del otro (1961) y Sobre la amistad (1972).
En sus estudios antropológicos toma como punto de partida, por un lado, sus creencias cristianas, que de forma muy concisa resume en los siguientes puntos: Dios creó al hombre a su imagen y semejanza; el hombre entero pervive tras la muerte; durante su vida terrena, al hombre le es posible comunicarse con Dios. Por otra parte, considera necesario tener en cuenta las últimas aportaciones de la ciencia, tanto en el terreno de la evolución como en el de la neurología, entre otros. Desde esta orientación, realiza una crítica del concepto de alma desde Platón hasta nuestros días. Para ello se apoya en la cosmología de Xavier Zubiri, sobre todo en la exposición de los niveles estructurales que el universo en su esencia dinámica ha producido, presentada en la obra Estructura dinámica de la realidad. Afirmaba, por otra parte, que las cuestiones sobre las que cabe tener un conocimiento cierto no podrán ser más que cuestiones penúltimas; sobre las cuestiones últimas solo será posible tener un conocimiento incierto, probable.[cita requerida]
Desde estos supuestos, en sus últimos años aborda un gran proyecto de estudio histórico y sistemático de la concepción del cuerpo humano, que no llegará a culminar, pero del que serán fruto libros como El cuerpo humano: Oriente y Grecia antigua (1987), El cuerpo humano: Teoría actual (1989), Cuerpo y alma: Estructura dinámica del cuerpo humano (1991) y Qué es el hombre: Evolución y sentido de la vida (1999). En estas obras elabora una teoría “dinamicista”, que se sitúa entre el espiritualismo y el materialismo, según la cual el alma, la mente o el psiquismo humano no se reduce a materia, pero tampoco es nada independiente de ella, sino resultado de un salto cualitativo en el proceso de complejización de las estructuras orgánicas.
En el año 1949 alcanzó notoriedad su libro España como problema, al que replicó pronto Rafael Calvo Serer con su España sin problema (octubre 1949), y en el que proponía una especie de asunción “superadora” como solución al enconado enfrentamiento entre las “dos Españas”. Para Calvo Serer, por el contrario, “desde 1939 España ha dejado de "ser un problema".
Durante toda su vida, junto a su labor como profesor y autor académico, Laín desarrolló una amplia actividad como ensayista, de la que son testimonio libros como Vestigios: Ensayos de crítica y amistad (1948), La empresa de ser hombre (1958), Ciencia y vida (1970) y Teatro del mundo (1986). Durante años escribió además la crítica teatral de la revista Gaceta Ilustrada, actividad que le llevó  también, entre los años 1964 y 1968, a componer obras teatrales, en las que traslada a la escena algunas de las inquietudes antropológicas que lo acompañaban: Cuando se espera, Entre nosotros, Las voces y las máscaras... 
En su obra histórico-médica estricta cabe destacar, además de las obras mencionadas, sus estudios sobre la medicina antigua (La curación por la palabra en la Antigüedad clásica, 1958; La medicina hipocrática, 1970), la coordinación de una monumental Historia universal de la medicina (1972-1975), en la que participaron no solo especialistas españoles, sino también historiadores de la medicina extranjeros, la dirección de la colección “Clásicos de la medicina”, editada por el CSIC, y la publicación de innumerables monografías, entre las que son destacables las dedicadas a científicos españoles como Ramón y Cajal y Marañón. En todas estas obras, uno de los rasgos más destacables es, en palabras de su discípulo López Piñero, “su excepcional capacidad de asumir las más recientes novedades intelectuales, científicas, técnicas y sociales”.
En 1976, recién iniciada la transición política a la democracia, publicó Laín unas memorias tituladas Descargo de conciencia (1930-1960), sin duda su obra más controvertida. En ellas se proponía “ajustar cuentas” consigo mismo. Algunos, como Carlos Castilla del Pino, consideraron insuficiente aquel rendimiento de cuentas. A otros, como a Julián Marías, para quien Laín había hecho “lo indecible por establecer la convivencia entre españoles, por ayudar a unos y otros, por llevar a la vida nacional el espíritu de amistad”, el libro fue un desacierto, y la reacción de hostilidad a él, síntoma de un revanchismo injustificado.

## Obras publicadas
- Hispanoamérica, Madrid, Triacastela, 2011, 285 pp.
- Reconciliar España. Editorial Triacastela. 2010. ISBN 978-84-95840-46-2.
- Escritos sobre Cajal. Editorial Triacastela. 2010. ISBN 978-84-95840-46-2.
- Escritos sobre Cajal, Madrid, Triacastela, 2008, 292 pp.
- España como problema. Galaxia Gutenberg; Círculo de Lectores. 2006. ISBN 978-84-8109-548-7.
- La curación por la palabra en la Antigüedad clásica, Ministerio de Educación y Cultura, 2005
- El médico y el enfermo. Editorial Triacastela. 2003. ISBN 978-84-95840-03-5.
- La empresa de envejecer, Barcelona, Galaxia Gutenberg/Círculo de Lectores, 2001, 43 pp.
- Qué es el hombre: evolución y sentido de la vida. Círculo de Lectores. 1999. ISBN 978-84-226-7795-6. (Premio Internacional de Ensayo Jovellanos).
- Historia universal de la medicina. Masson. 1998. ISBN 978-84-458-0670-8.
- El problema de ser cristiano. Círculo de Lectores. 1998. ISBN 978-84-226-6784-1.
- España en 1898. Las claves del desastre, Barcelona, Galaxia Gutenberg/Círculo de Lectores, 1998, 334 pp.
- Españoles de tres generaciones, Madrid, Real Academia de la Historia, 1998, 378 pp.
- Idea del hombre. Círculo de Lectores. 1997. ISBN 978-84-226-6148-1.
- Alma, cuerpo, persona. Galaxia Gutenberg. 1997. ISBN 978-84-8109-039-0.
- La Generación del 98. Espasa-Colección Austral. 1997 (2ª edición). ISBN 978-84-239-7405-7.
- Ser y conducta del hombre. Espasa-Calpe. 1996. ISBN 978-84-239-7824-3.
- Cuerpo y alma. Estructura dinámica del cuerpo humano. Espasa-Calpe. 1996. ISBN 978-84-239-7295-1.
- Canto al mar (contestación a Eliseo Álvarez-Arenas Pacheco), Madrid, REal Academia Española, 1996, 94 pp.
- Crisis históricas y crisis de la lengua española (contestación a Rafael Lapesa Melgar), Madrid, 1996, 87 pp.
- Cuerpo y alma, Madrid, Espasa Calpe, 1995, 385 pp.
- Teatro y vida. Doce calas teatrales en la vida del siglo XX, Barcelona, Galaxia Gutenberg/Círculo de Lectores, 1995, 189 pp.
- Creer, esperar, amar. Galaxia Gutenberg; Círculo de Lectores. 1993. ISBN 8481090034.
- Esperanza en tiempos de crisis, Barcelona, Círculo de Lectores, 1993, 292 pp.
- Tan solo hombres, Madrid, Espasa-Calpe, 1991, 302 pp.
- Hacia la recta final. Revisión de una vida intelectual, Barcelona, Círculo de Lectores, 1990, 415 pp.
- El cuerpo humano. Teoría actual. Espasa-Universidad. 1989. ISBN 84-239-6543-0.
- Teoría y realidad del otro, Madrid, Revista de Occidente, 1969, 432 + 412 pp.
- El cuerpo humano: Oriente y Grecia antigua, Madrid, Espasa Calpe, 1987, 208 pp.
- Cajal, Unamuno, Marañón. Tres españoles, Barcelona, Círculo de Lectores, 1998, 229pp.
- Teoría y realidad del otro. Alianza. 1988. ISBN 84-206-2352-0. (Primera edición: 1961, Revista de Occidente).
- La España de Ortega, Madrid, 1987, 22 pp.
- Ciencia, técnica y medicina, Madrid, Alianza, 1986
- En este país, Madrid, Tecnos, 1986, 238 pp.
- La convivencia entre Don Quijote y Sancho, Cuadernos Hispanoamericanos, 1986, 10 pp.
- Teatro del mundo, Madrid, Espasa-Calpe, 1986, 347 pp.
- Antropología médica para clínicos, Barcelona, Salvat, 1984
- El diagnóstico médico. Historia y teoría, Barcelona, Salvat, 1982, 425 pp.
- Historia de la medicina, Barcelona, Salvat, 1982, 722 pp.
- Evolución de la farmacia como profesión sanitaria (contestación a Francisco Giral), Salamanca, Real Academia de Medicina de Salamanca, 1981, 100 pp.
- Más de cien españoles, Barcelona, Planeta, 1981, 372 pp.
- Treinta y cinco años después, Madrid, Cuadernos Hispanoamericanos, 1981, 25 pp.
- Efímero esplendor. La escuela literaria militar de la Gloriosa y la Restauración (contestación a Manuel Díez-Alegría), Madrid, Real Academia Española, 1980, 115 pp.
- Picasso, problema y misterio, Madrid, Arbor, 1980, 16 pp.
- Antropología de la esperanza, Madrid, Guadarrama, 1978, 303 pp.
- Santiago Ramón y Cajal, Barcelona, Labor, 1978, 320 pp.
- Descargo de conciencia (1930–1960). Barral. 1976.[24]
- Historia universal de la medicina (dirección), varios volúmenes, Salvat, 1976
- Las células horizontales en la retina de los vertebrados (contestación a Antonio Gallego Fernández), Madrid, Real Academia Nacional de Medicina, 1975, 185 pp.
- La medicina actual. Seminarios y ediciones s.a. 1973.
- A qué llamamos España, Madrid, Espasa Calpe Austral, 1972, 167 pp.
- Sobre la amistad. Espasa-Calpe. 1972.
- Origen y desarrollo de los cálculos renales (en contestación a Luis Cifuentes Delatte), Madrid, Real Academia Nacional de Medicina, 1972, 93 pp.
- García Lorca ante el esperpento (contestación a Antonio Buero Vallejo), Madrid, Castilla, 1972, 74 pp.
- Sobre la amistad, Madrid, Revista de Occidente, 1972, 380 pp.
- Estudios sobre la obra de Américo Castro, Madrid, Taurus, 1971
- Ciencia y vida, Madrid, Seminarios y Ediciones, 1970, 149 pp.
- La medicina hipocrática, Madrid Revista de Occidente, 1970, 456 pp.
- La racionalización platónica del ensalmo y la invención de la psicoterapia verbal, Barcelona, Medicina e Historia, 16 pp.
- Gregorio Marañón: Vida, obra y persona, Madrid, Espasa Calpe Austral, 1969, 220 pp.
- El médico y el enfermo, Madrid, Guadarrama, 1968, 255 pp.
- El estado de enfermedad. Esbozo de un capítulo de una posible antropología médica, Madrid, Moneda y Crédito, 1968, 291 pp.
- El problema de la Universidad. Reflexiones de urgencia, Madrid, Edicusa, 1968, 154 pp.
- Latín de Hispania: Aspectos léxicos de la romanización (contestación a Antonio Tovar Llorente), Madrid, Real Academia Española, 1968, 80 pp.
- Noticias sobre Paracelso, Medicina e Historia, 1968, 23 pp.
- Una y diversa España, Barcelona, Edhasa, 1968, 275 pp.
- Cuando se espera, Madrid, Escelicer, 1967, 71 pp.
- Entre nosotros, Madrid, Alianza, 1967, 167 pp.
- Concepto de la medicina moderna, Medicina e Historia, 1967, 14 pp.
- Nuestro Cajal, Madrid, Rivadeneyra, 1967, 207 pp.
- Tras el amor y la risa, Barcelona, Aymá, 1967, 276 pp.
- Sociedad, cambio social y problemas de salud (contestación a Primitivo Quintana López), Madrid, Real Academia Nacional de Medicina, 1966, 306 pp.
- Miguel Ángel y el cuerpo humano, Madrid, Medicina e Historia, 1965, 30 pp.
- Misión cultural de Madrid, Madrid, Boletín Oficial del Estado, 1965, 13 pp.
- Obras, Madrid, Plenitud, 1965, 1201 pp.
- Historia de la Filosofía y de la ciencia (con Julián Marías), Guadarrama, Madrid, 1964
- La amistad entre el médico y el enfermo en la Edad Media, Madrid, 1964, 70 pp.
- La relación médico-enfermo. Historia y teoría, Madrid, Revista de Occidente, 1964, 497 pp.
- Historia de la medicina moderna y contemporánea, Barcelona, Científico-Médica, 1963, 773 pp.
- Menéndez Pelayo y el mundo clásico, Madrid, Taurus, 1963, 69 pp.
- Panorama histórico de la ciencia moderna (con José María López Piñero), Madrid, Guadarrama, 1963, 865 pp.
- Ciencia helénica y ciencia moderna, Papeles de Son Armadans, 1962
- El problema del edema cerebral (contestación a Rafael Vara López), Madrid, Real Academia Nacional de Medicina, 1962, 179 pp.
- Marañón y el enfermo, Madrid, Revista de Occidente, 1962, 141 pp.
- Sydenham, Madrid, CSIC, 1961, 437 pp.
- Enfermedad y pecado, Barcelona, Toray, 1961, 125 pp.
- Grandes médicos, Barcelona, Salvat, 1961, 377 pp.
- Introducción a la literatura española, Madrid, Atenea, 1960, 39 pp.
- Ocio y trabajo, Madrid, Revista de Occidente, 1960, 325 pp.
- Ejercicios de comprensión, Madrid, Taurus, 1959, 272 pp.
- El ocio y la fiesta en el actual pensamiento europeo, Mallorca, Papeles de Son Armadans, 1959, 15 pp.
- El médico en la Historia, Madrid, Taurus, 1958, 44 pp.
- La empresa de ser hombre, Madrid, Taurus, 1958, 286 pp.
- Mis páginas preferidas, Madrid, Gredos, 1958, 338 pp.
- La espera y la esperanza. Historia y teoría del esperar humano. Revista de Occidente. 1957.
- El factor riesgo para la descendencia humana (en contestación a Jesús García Orcoyen), Madrid, 1957, 322 pp.
- La aventura de leer, Madrid, Espasa Calpe Austral, 1956, 224 pp.
- España como problema, Madrid, Aguilar, 1956, 450 + 576 pp.
- El libro como fiesta, Madrid, Instituto de España, 1955, 17 pp.
- El comentario de un texto científico, Madrid, Páginas de la Revista de Educación, 1955
- Las cuerdas de la lira, Madrid, Cuadernos de Tiempo Nuevo, 1955, 45 pp.
- Sobre la situación espiritual de la juventud universitaria, Madrid, 1955, 15 pp.
- Historia de la Medicina (Medicina moderna y contemporánea). Científico Médica. 1954.
- Laennec, Madrid, CSIC, 1954, 360 pp.
- La memoria y la esperanza. San Agustín, San Juan de la Cruz, Antonio Machado, Miguel de Unamuno, Madrid, Real Academia Española, 1954, 187 pp.
- Reflexiones sobre la vida espiritual de España, Madrid, 1953, 28 pp.
- Sobre la Universidad hispánica, Madrid, Cultura Hispánica, 1953, 53 pp.
- Cajal y el problema del ser, Madrid, Ateneo, 1952, 48 pp.
- Menéndez Pelayo, Buenos Aires Espasa Calpe Austral, 1952, 234 pp.
- Palabras menores, Barcelona, Barna, 1952, 288 pp.
- Poesía, ciencia y realidad, Madrid, 1952, 18 pp.
- Un año de gestión rectoral, Madrid, Revista Alcalá, 1952, 21 pp.
- La responsabilidad penal del enfermo mental (contestación a Juan José López Ibor), Madrid, Real Academia Nacional de Medicina, 1951, 70 pp.
- La Universidad en la vida española, Madrid, Universidad de Madrid, 1951, 32 pp.
- Medicina e Historia, Madrid, Editora Nacional, 1951, 364 pp.
- Introducción histórica al estudio de la patología psicosomática, Madrid, Paz Montalvo, 1950, 152 pp.
- La universidad, el intelectual, Europa, Madrid, Cultura Hispánica, 1950, 140 pp.
- Dos biólogos. Claudio Bernard y Ramón y Cajal, Buenos Aires, Espasa Calpe, 1949, 143 pp.
- Viaje a Suramérica, Madrid, Cultura Hispánica, 1949, 103 pp.
- Harvey, Madrid, El Centauro, 1948, 367 pp.
- El espíritu de la poesía española contemporánea, Madrid, Cultura Hispánica, 1948, 18 pp.
- Vestigios. Ensayos de crítica y amistad, Madrid, Epesa, 1948, 516 pp.
- Vida y obra de Guillermo Harvey, Buenos Aires, Espasa Calpe, 1948, 184 pp.
- Coloquio de dos perros, soliloquio de Cervantes, Madrid, Instituto de Estudios Políticos, 1947, 32 pp.
- Claudio Bernard, Madrid, El Centauro, 1947, 484 pp.
- Europa, España, Iberoamérica, Madrid, Asociación Iberoamericana, 1947, 13 pp.
- La anatomía humana en la obra de Fray Luis de Granada, Madrid, Real Academia Nacional de Medicina, 1946, 86 pp.
- La antropología en la obra de Fray Luis de Granada, Madrid, CSIC, 1946, 366pp.
- Bichat, Madrid, El Centauro, 1946, 430 pp.
- Las generaciones en la Historia, Madrid, Instituto de Estudios Políticos, 1945, 332 pp.
- Menéndez Pelayo. Historia de sus problemas intelectuales, Madrid, Editora Nacional, 1944, 398 pp.
- Precisiones e imprecisiones acerca de la generación del 98, Madrid, Escorial, 1944, 68 pp.
- Estudios de Historia de la Medicina y Antropología Médica, Madrid, Escorial, 1943
- Sobre la cultura española. Confesiones de este tiempo, Madrid, Editora Nacional, 1943, 170 pp.
- Los valores morales del Nacionalsindicalismo. Editora Nacional. 1941.

### En colaboración
- Pedro Laín Entralgo y Carlos Seco Serrano (coordinadores) (1998). España en 1898. Las claves del Desastre. Galaxia Gutenberg-Círculo de Lectores. ISBN 978-84-8109-165-6.